# 源藤町
源藤町（げんどうちょう）は、宮崎県宮崎市内の地名。大淀地域自治区に属している。郵便番号は880-0927

## 地理
宮崎市の大淀地域自治区に属する。「南駅通り」に面した地区であり、住宅地や大規模商業施設が立ち並ぶ、宮崎市南部の中心地区となる。
北を大字恒久、西を古城町、清武町あさひ、清武町加納、東・南を月見ケ丘と接する。

## 世帯数と人口
2023年（令和5年）6月1日現在の世帯数と人口は以下の通りである。
| 町丁   | 世帯数   | 人口   |
| ------ | -------- | ------ |
| 源藤町 | 1348世帯 | 2732人 |

## 小・中学校の学区
市立小・中学校に通う場合、学区は以下の通りとなる。
| 町名   | 小学校               | 中学校             |
| ------ | -------------------- | ------------------ |
| 源藤町 | 宮崎市立宮崎南小学校 | 宮崎市立赤江中学校 |

## 交通

### バス
宮交グループの運営するバスが営業している。

### 道路
- 国道220号
- 宮崎県道27号宮崎北郷線

## 施設
- 宮崎市立宮崎南小学校
- ニトリモール宮崎